# Casa Caramany (la Bisbal d'Empordà)
La Casa Caramany és un edifici d'estil gòtico-renaixentista de la ciutat de la Bisbal d'Empordà. Està protegit com a bé cultural d'interès local.
Can Caramany havia estat propietat dels Almar, important família de mercaders bisbalencs des d'època medieval, que van ocupar aquest habitatge de manera permanent fins al segle xviii. Durant el segle XXI hi ha hagut habitatges i botigues llogades, i s'ha trobat a vegades amb un deteriorament considerable.
L'edifici de Can Caramany ocupa una finca que fa cantonada amb els carrers de la Riera i de Cavallers. Té adossat l'antic portal de muralla. Es tracta d'una construcció molt modificada, encara que conserva algunes elements remarcables, com les portes i finestres amb carreus regulars de pedra, i principalment les finestres del Carrer de la Riera, de tipologies diverses, sobretot gòtiques. La més interessant, però, és de tipologia renaixentista, allindanada, amb relleus als brancals, que simulen pilastres amb capitell corinti, entaulament amb la inscripció "Ave Maria", cornisa sobresortint i estilització de frontó. Per sota l'arrebossat de la planta baixa es poden observar encara les grans dovelles de pedra ben escairades que devien configurar una interessant porta d'accés.